# Hamilton Grange National Memorial
Hamilton Grange National Memorial est l'ancienne demeure d'Alexander Hamilton située dans le nord de l'arrondissement de Manhattan à New York et devenue un site historique géré par le National Park Service.

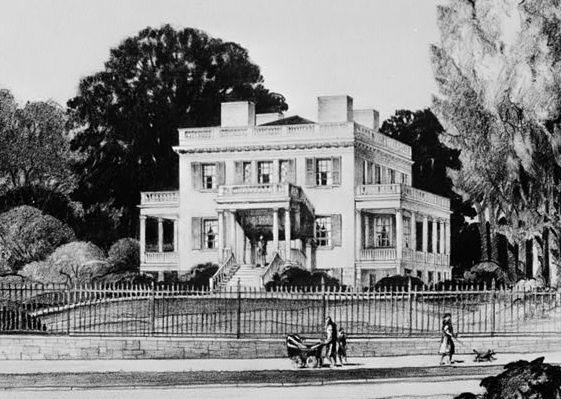
Dessin de la grange avant 1889.

Le bâtiment comprend deux étages ; il est construit en style fédéral sur les plans de l'architecte John McComb Jr. et fut achevé en 1802, deux ans à peine avant le décès d'Hamilton. La propriété fut classée National Historic Landmark le 19 décembre 1960. Le congrès américain la transforma en National Memorial le 27 avril 1962.
Né en 1755 ou 1757 dans l'île antillaise de Niévès, Hamilton était un homme d'État, financier, intellectuel, officier militaire et fondateur du parti fédéraliste. Il s'installa à New York en 1772 et étudia au King's College (actuellement l'Université Columbia).
The Grange fut baptisée en souvenir d'un domaine écossais ayant appartenu au grand-père d'Alexander Hamilton. Par ailleurs, la mère d'Hamilton, Rachel Faucett Lavien, vécut et fut enterrée dans un domaine appelé Grange sur l'île de Saint Croix, sur les îles vierges américaines.

## Premier déplacement

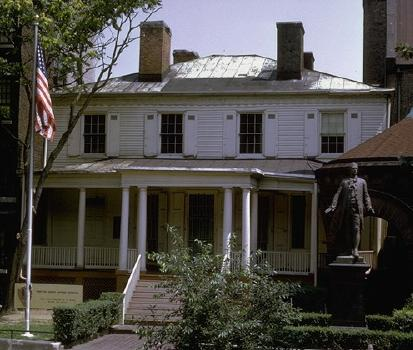
Hamilton Grange "à l'étroit" à son ancien emplacement du 287 Convent avenue.

En 1889, la congrégation de la "Saint-Luke's Episcopal Church" de Greenwich Village décida de déménager vers le nord de New York et acheta des terres à "Hamilton Heights" où se trouvait la grange. L'église fit déplacer une première fois la maison de quatre blocs vers l'ouest au 287, convent avenue afin de libérer de l'espace pour construire des lotissements rentables. Les porches d'origine et d'autres éléments furent alors retirés pour permettre le déplacement de la grange. L'escalier fut supprimé et remplacé afin de permettre une entrée de fortune sur le côté de la maison et l'entrée d'origine de style fédéral fut obturée.
L'église St. Luke utilisa la maison pour ses services puis fit ériger entre 1892 et 1895 un édifice de style roman richardsonien sur le site, enfermant ainsi hermétiquement la grange entre l'église et un immeuble de six étages d'appartements.

## Deuxième déplacement

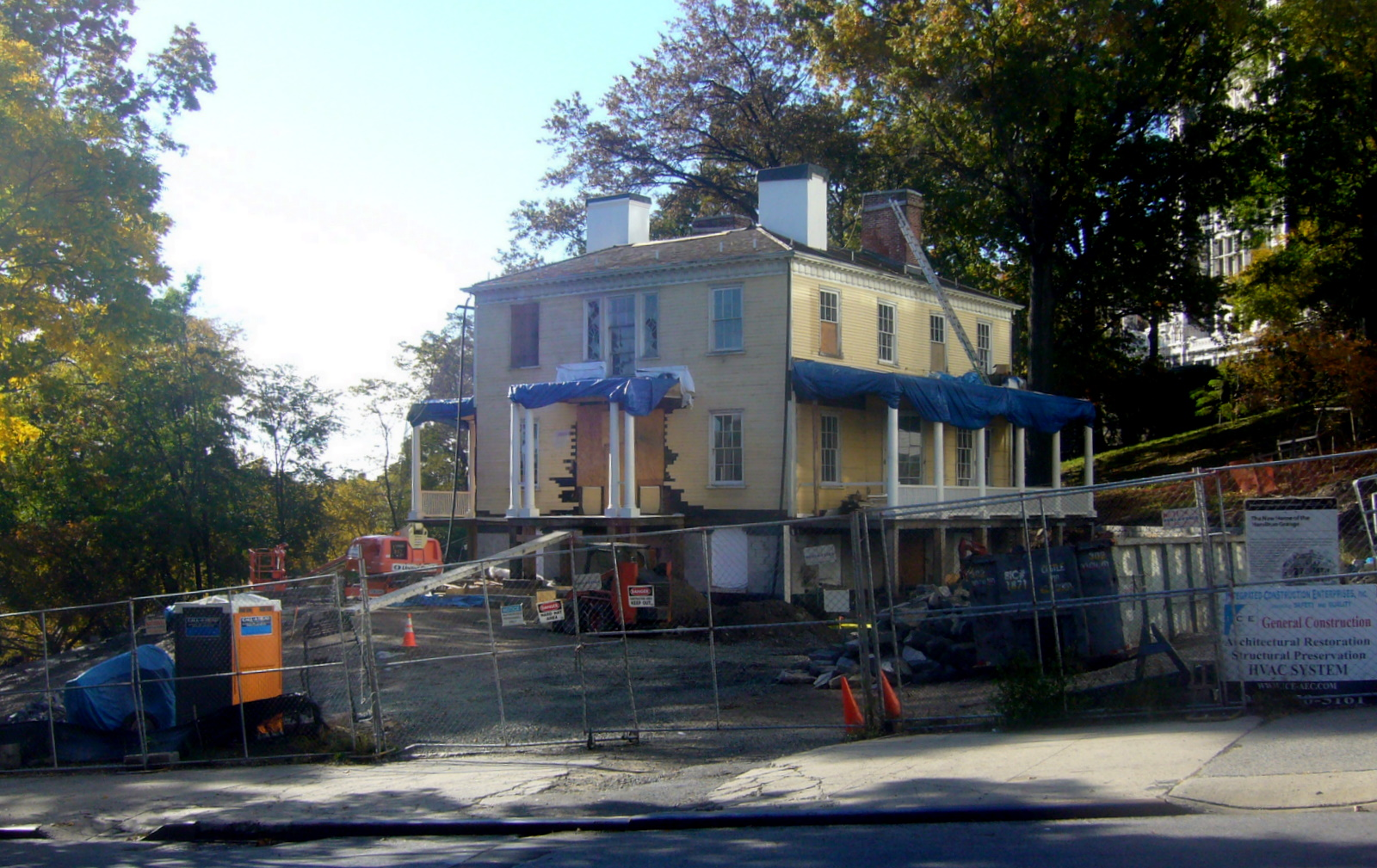
Hamilton Grange à St Nicholas Park en Octobre 2009.

Le 9 mai, 2006, le Hamilton Grange Memorial a été fermé au public pour permettre des enquêtes approfondies, architecturales et structurelles dans le cadre d'un plan à long terme pour déplacer la maison à proximité dans St. Nicholas Park au sud de la 141e rue. L'emplacement du parc fut considéré comme un cadre plus approprié qui permettrait la restauration des parties perdues dans le déplacement de 1889. 
Le nouvel emplacement permettait également de garder la maison dans le quartier en la plaçant sur un terrain situé à la limite de la propriété d'origine de 13 hectares.
Les arbres de Saint Nicholas Park ont donc été rasés en février 2008. Le déplacement de la Grange en un seul morceau fut réalisé en soulevant la maison à 3 mètres de hauteur pour la faire passer devant l'église St. Luke sur Convent Avenue et la faire parcourir la centaine de mètres séparant le parc du 287 Convent avenue. La maison a terminé son périple le 7 juin 2008. L'événement de six heures fut une attraction populaire largement traité dans la presse locale.
Une fois la maison fixée sur ses nouvelles fondations, les porches d'origine seront reconstruits et la porte originale de l'entrée principale ainsi que l'escalier principal dans le hall d'entrée seront restaurés.